# 1962–1963-as spanyol labdarúgó-bajnokság (első osztály)
A La Liga 1962-63-as szezonja volt a bajnokság harminckettedik kiírása. A bajnokságban 16 csapat vett részt, a győztes a Real Madrid CF lett. Ez volt a klub kilencedik bajnoki címe.

## Résztvevők
| - Athletic Club - Atlético de Madrid - FC Barcelona - Córdoba CF - Deportivo La Coruña - Elche CF - CD Málaga - RCD Mallorca |  | - Real Betis Balompié - Real Madrid CF - Real Oviedo - Real Valladolid - Real Zaragoza - CA Osasuna - Sevilla FC - Valencia CF |

## Végeredmény
| #  | Klub                | M  | Gy | D | V  | RG | KG | Pont | GK  | Megjegyzés |
| -- | ------------------- | -- | -- | - | -- | -- | -- | ---- | --- | ---------- |
| 1  | Real Madrid CF      | 30 | 23 | 3 | 4  | 83 | 33 | 49   | 50  | Bajnok     |
| 2  | Atlético de Madrid  | 30 | 14 | 9 | 7  | 61 | 36 | 37   | 25  |            |
| 3  | Real Oviedo         | 30 | 15 | 3 | 12 | 52 | 46 | 33   | 6   |            |
| 4  | Real Valladolid     | 30 | 15 | 3 | 12 | 51 | 53 | 33   | -2  |            |
| 5  | Real Zaragoza       | 30 | 14 | 4 | 12 | 54 | 39 | 32   | 15  |            |
| 6  | FC Barcelona        | 30 | 11 | 9 | 10 | 45 | 36 | 31   | 9   |            |
| 7  | Valencia CF         | 30 | 14 | 3 | 13 | 49 | 36 | 31   | 13  |            |
| 8  | Elche CF            | 30 | 11 | 7 | 12 | 48 | 59 | 29   | -11 |            |
| 9  | Real Betis Balompié | 30 | 12 | 4 | 14 | 41 | 47 | 28   | -6  |            |
| 10 | Athletic Club       | 30 | 10 | 8 | 12 | 41 | 40 | 28   | 1   |            |
| 11 | Sevilla FC          | 30 | 11 | 5 | 14 | 40 | 55 | 27   | -15 |            |
| 12 | Córdoba CF          | 30 | 12 | 3 | 15 | 35 | 39 | 27   | -4  |            |
| 13 | RCD Mallorca        | 30 | 11 | 4 | 15 | 47 | 57 | 26   | -10 | Kiesett    |
| 14 | Deportivo La Coruña | 30 | 11 | 3 | 16 | 33 | 48 | 25   | -15 | Kiesett    |
| 15 | CA Osasuna          | 30 | 9  | 6 | 15 | 39 | 50 | 24   | -11 | Kiesett    |
| 16 | CD Málaga           | 30 | 8  | 4 | 18 | 25 | 70 | 20   | -45 | Kiesett    |

| Győztes                       |
| ----------------------------- |
| Real Madrid CF Kilencedik cím |